# Région économique du Nord

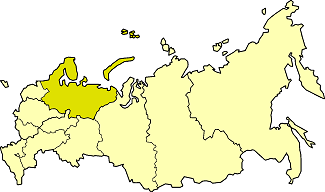
Région économique du Nord sur la carte de la Russie.

La région économique du Nord (en russe : Се́верный экономи́ческий райо́н, Severny ekonomitcheski raïon) est l'une des douze régions économiques de Russie.

## Caractéristiques générales[1]
- Surface : 1 466 300 km2
- Population : 5 861 000 hab.
- Densité : 4 hab./km2
- Urbanisation : 76 % de la population est urbaine

## Composition
La région économique du Nord est composée des sujets fédéraux suivants :
- Oblast d'Arkhangelsk
- République de Carélie
- République des Komis
- Oblast de Mourmansk
- Nénétsie
- Oblast de Vologda